# Tiago Bezerra
Tiago Queiroz Bezerra mit Kurznamen Tiago oder Tiago Bezerra (* 17. Februar 1987 in Brasília) ist ein brasilianischer Fußballspieler.

## Karriere
Tiago begann mit dem Fußball bei Legião FC und spielte hier bis zum Sommer 2005. Anschließend wechselte er nach Belgien zum Verein R.A.A. La Louvière. Bereits nach einem Jahr wechselte er innerhalb Belgiens zu RCS Visé und spielte dort ein Jahr lang. 2007 kehrte er dann in seine brasilianische Heimat zurück und heuerte beim SE Gama an. Nachdem er hier ein Jahr aktiv gewesen war, wechselte er im Sommer 2008 in die türkische TFF 1. Lig zu Altay Izmir. Bei diesem Verein gelang ihm auf Anhieb der Sprung in die Stammelf. So spielte er bis zum Sommer 2010 für Altay. Anschließend ging er zum Erzrivalen Karşıyaka SK. 2012 verließ er die Türkei und kehrte erneut in seine Heimat zurück. Hier spielte er die nächste Spielzeit bei Ituano FC.
Nach einem Jahr bei Ituano FC kehrte er in die türkische TFF 1. Lig zurück und unterschrieb bei Adanaspor. Im Sommer 2016 wechselte er zu al-Arabi. Nach einem halben Jahr kehrte er in die Türkei zurück und heuerte bei Adana Demirspor, dem Erzrivalen seines früheren Verein Adanaspor, an. Im Sommer kehrte er mit seinem Wechsel zu al-Qadisiyah wieder auf die arabische Halbinsel zurück. Zur Rückrunde der Saison 2016/17 wurde er ein weiteres Mal von Adana Demirspor verpflichtet. Kurze Zeit später ging er dann zu Paxtakor Taschkent nach Usbekistan. Dort wurde er 2018 Torschützenkönig der ersten Liga mit 17 Toren. Seit Anfang 2019 stand er bei al-Khor SC in Katar unter Vertrag und wechselte im August 2020 weiter zum Ligarivalen al-Sailiya.
Die Spielzeit 2021/22 verbrachte Bezerra dann beim Erstligisten Neftçi Baku in Aserbaidschan. Mit dem Verein wurde er Vizemeister und in 21 Ligaspielen erzielte er zehn Treffer. Anschließend ging er nach Saudi-Arabien zum al-Orobah FC in die Saudi First Division League und seit Anfang 2024 spielt er dort für NEOM SC, einem Zweitligisten aus der Stadt Tabuk.